# Andes madangensis
Andes madangensis är en insektsart som beskrevs av Van Stalle 1985. Andes madangensis ingår i släktet Andes och familjen kilstritar. Inga underarter finns listade i Catalogue of Life.